# Mitsubishi A7M
Mitsubishi A7M «Реппу» (яп. 烈風 - «шалений вітер») — палубний винищувач Імперського флоту Японії періоду Другої світової війни.
Кодова назва союзників — «Сем» (англ. Sam).

## Історія створення
Вже у 1940 році командування Імперського флоту Японії почало думати про розробку нового винищувача, що з часом мав замінити Mitsubishi A6M Zero. Для цього у 1941 році було сформульоване технічне завдання «16-Сі», реалізація якого була доручена фірмі Mitsubishi. Проте у зв'язку із завантаженістю конструкторів фірми роботами над проєктом винищувача-перехоплювача Mitsubishi J2M воно було незабаром відкликане.
У квітні 1942 року фірма Mitsubishi знову отримала завдання на створення нового палубного винищувача відповідно до вимог технічного завдання «17-Сі». Офіційні вимоги технічного завдання, сформульовані 6 червня, після консультування з інженерами, були надзвичайно високі — літак мав розвивати максимальну швидкість 640 км/г, набирати висоту 6000 м за 6 хв, тривалість польоту — 2,5 год на крейсерській швидкості та 30 хв бою, максимальну швидкість пікірування в 800 км/год, а також мати маневреність, як A6M3, і мати на озброєнні дві 20-мм гармати та два 13-мм кулемети. Роботу над літаком, який отримав заводське позначення M-50, виконував колектив конструкторів під керівництвом Дзіро Хорікосі.
На літаку передбачалось встановлювати двигун Mitsubishi MK9, який лише знаходився у стадії розробки. Тому конструктори використали менш потужний двигун Mitsubishi NK9K Homare 22, хоча Хорікосі попереджував, що з цим двигуном заявлених характеристик досягти неможливо. Через завантаженість фірми Mitsubishi виготовленням та модифікацією літаків J2M та A6M будівництво першого прототипу завершилось лише у квітні 1944 року. На літаку були встановлені протектовані паливні баки, куленепробивне лобове скло кабіни та броньована спинка за кріслом пілота, що було нетипово для японських винищувачів, дуже вразливих до вогню ворожих літаків. Літак отримав кодове позначення A7M1.
Перший політ був здійснений 6 травня 1944 року. Літак показав хороші результати, окрім невеликої проблеми з шасі, і через три тижні був переданий замовнику для військових випробувань. Військові льотчики відзначали хорошу керованість та стійкість літака, а також використання спеціальних бокових закрилків, які давали Mitsubishi A7M маневреність на рівні A6M. Проте літак з двигуном 
Homare 22 не досягав необхідних параметрів. На висоті 6000 м двигун видавав потужність 1300 к.с. замість розрахункових 1700 к.с. В результаті швидкість становила всього 550-565 км/г, а висота 6000 набиралась за 10-11 хв замість необхідних 6 хв. Тому флот припинив випробування літака і наказав фірмі Mitsubishi припинити роботи над рештою 7 дослідними літаками.
Незабаром Дзіро Хорікосі домігся дозволу на використання двигуна Mitsubishi MK9A на шостому дослідному взірці, який став прототипом для нової серії A7M2. Новий двигун мав більший розмір, ніж Homare 22, тому довелось переробити всю передню частину літака. Роботи були завершені до жовтня 1944 року, і 14 жовтня провелись успішні льотні випробування. Серійне виробництво літака, що отримав назву «Палубний винищувач флоту "Реппу" Модель 22»( A7M2 Модель 22), планувалось розгорнути на заводах Mitsubishi в Нагої та Осаці. Але у грудні 1944 року в околицях Нагої стався землетрус, що порушив графік робіт з підготовки літака до серійного виробництва. На початку 1945 року внаслідок масованого нальоту американських бомбардувальників B-29 був повністю зруйнований завод з виготовлення двигунів. Незабаром внаслідок аварії розбився другий прототип A7M2, а перший, третій і п'ятий прототипи були знищені внаслідок чергового нальоту американської авіації на заводи  Mitsubishi. До моменту закінчення війни на Тихому океані вціліли тільки четвертий, шостий та сьомий прототипи, а також одна серійна машина.
В лютому 1944 року була почата розробка перехоплювача на базі A7M, яка отримала назву «A7M3-J Модель 34». Перехоплювач мав мати значно менший час підйому, а також важче озброєння з шести 30 мм гармат «Тип 5». Через зміну в озброєнні мав повністю переробитися фюзеляж і крила літака, а для швидкості планувалось використовувати двигун з турбокомпресором. Розрахункова швидкість на висоті 10 км мала становити 650 км/год, а швидкість підйому на цю висоту - 15 хв. В листопаді 1944 року було завершено креслення, а в лютому 1945 завершено макет. Перший прототип мав бути виготовлений в жовтні, але розробка була припинена через капітуляцію Японії. 
Окрім перехоплювача розроблявся і звичайний винищувач з двигуном Mitsubishi MK9С з турбокомпресором, який отримав позначення «A7M3 Модель 23». Фюзеляж залишався аналогічним до A7M2, але планувалось збільшити баки, покращити захист, замінити складані крила на звичайні, а також збільшити озброєння до шести 20 мм гармат «Тип 99 модель 2». Максимальна швидкість залишалась 640 км/год, але виготовлення першого прототипу повинне було завершитись в грудні 1945.
Також 7 квітня 1945 року було видано специфікацію «20-Shi», згідно з якою на основі A7M3-J мав розроблятись новий палубний винищувач — «Ріфуку». Спільна розробка доручалась фірмам Mitsubishi і Nakajima. Літак планувалось оснащувати двигуном Nakajima Ha-41-21 або Nakajima Ha-44-13, але до закінчення війни розробка дійшла тільки до попереднього дизайну.

## Тактико-технічні характеристики

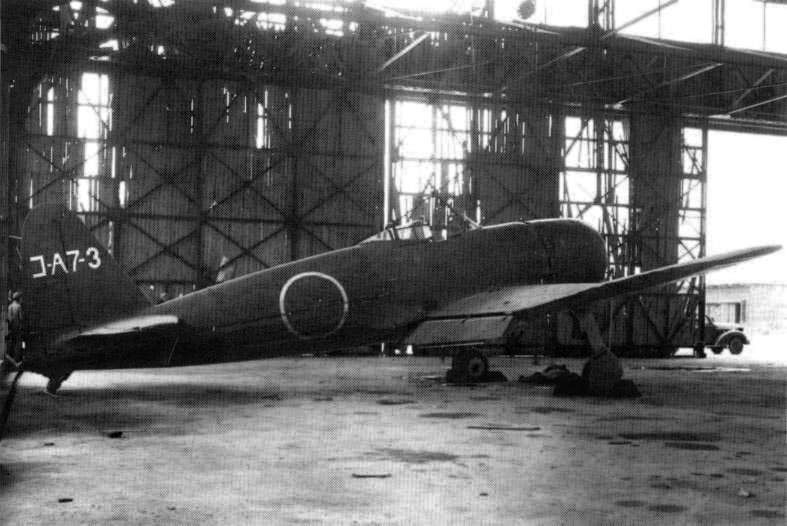

### Технічні характеристики
|                          | A7M1                        | A7M2                        | A7M3                        | A7M3-J                        |
| ------------------------ | --------------------------- | --------------------------- | --------------------------- | ----------------------------- |
| Екіпаж                   | 1 особа                     | 1 особа                     | 1 особа                     | 1 особа                       |
| Довжина                  | 11 м                        | 11 м                        | 11 м                        | 11.96 м                       |
| Висота                   | 4.28 м                      | 4.28 м                      | 4.28 м                      | 4.28 м                        |
| Розмах крил              | 14 м                        | 14 м                        | 14 м                        | 14 м                          |
| Площа крил               | 30.86 м²                    | 30.86 м²                    | 30.86 м²                    | 31.3 м²                       |
| Маса пустого             | 3 110 кг                    | 3 226 кг                    | 3 392 кг                    | 3 955 кг                      |
| Маса спорядженого        | 4 410 кг                    | 4 720 кг                    | 5 040 кг                    | 5 732 кг                      |
| Навантаження на крило    | 142.9 кг/м²                 | 152.9 кг/м²                 | 163.3 кг/м²                 | 183.1 кг/м²                   |
| Двигуни                  | Nakajima NK9K Homare 22     | Mitsubishi MK9A             | Mitsubishi MK9C             | Mitsubishi Ha-43 11 Ru        |
| Потужність (на 6 000 м.) | 1 570 к. с.                 | 1 800 к. с.                 | 1 800 к. с.                 | 2 130 к. с.                   |
| Питома потужність        | 2.2 кг/к.с.                 | 2.1 кг/к.с.                 | 2.2 кг/к.с.                 | 2.6 кг/к.с.                   |
| Максимальна швидкість    | 575 км/г (на висоті 6200 м) | 630 км/г (на висоті 6600 м) | 640 км/г (на висоті 8700 м) | 650 км/г (на висоті 10 000 м) |
| Крейсерська швидкість    | -                           | 420 км/год                  | -                           | -                             |
| Практична дальність      | -                           | 1 240 км                    | -                           | -                             |
| Практична стеля          | -                           | 10 900 м                    | 11 300 м                    | 11 500 м                      |
| Час набору висоти        | 6000 м за 9 хв. 54 с.       | 6000 м за 6 хв. 7 с.        | 10 000 м за 13 хв. 6 с.     | 10 000 м за 15 хв.            |

### Озброєння
- A7M1, A7M2:
  - 2 х 13 мм кулемети «Тип 3»
  - 2 х 20 мм гармати «Тип 99»
- A7M2:
  - 4 х 20 мм гармати «Тип 99»
- A7M3:
  - 6 х 20 мм гармати «Тип 99»
- A7M3-J:
  - 4 х 30 мм гармати «Тип 5»
  - 2 х 30 мм гармати «Тип 5» встановлені під кутом до горизонту («Неправильна музика»)
- Додаткове навантаження:
  - 2 х 250 кг бомби
  - 2 х 350 л додаткові паливні баки